# Feilenmoos
Das Feilenmoos ist eine rund 17 Quadratkilometer große, ehemalige Mooraue nahe der Mündung der Paar in die Donau. Das Gebiet liegt jeweils rund zur Hälfte auf dem Gebiet der Stadt Geisenfeld und des Marktes Manching in Oberbayern. Durch die von der Bayerischen Landesanstalt für Moorwirtschaft ab 1908 betriebene Trockenlegung und Kultivierung entstanden landwirtschaftliche Nutzflächen, das Moorgut Baumannshof sowie ab 1918 die Siedlung Forstwiesen, die an der durch das Feilenmoos führenden Staatsstraße 2335 liegt und als damals streng angelegtes Straßendorf durch ihre gleichförmigen Siedlungshäuser auffällt. Die Siedlung zählte 2007 rund 135 Einwohner und ist ein Ortsteil von Manching.
Das Gut Baumannshof ist heute eine Versuchsstation der Bayerischen Landesanstalt für Landwirtschaft und verfügt im Feilenmoos über 145 Hektar landwirtschaftlich genutzte Fläche. Versuchsschwerpunkte sind unter anderem die Erhaltung der Nutztierrasse Pinzgauer, Fütterungsversuche bei Mastschweinen und der Anbau von Heil- und Gewürzpflanzen. Das Gut war Thema von Protesten verschiedener Umweltinitiativen, weil im Jahr 2007 auf 4000 Quadratmetern gentechnisch veränderte Kartoffeln der Sorte "Walli" angebaut wurden und 2008 gentechnisch veränderter Mais der Firma Monsanto ausgebracht werden sollte.
Durch den seit einigen Jahrzehnten durchgeführten Kiesabbau besteht das Feilenmoos heute zu nahezu der Hälfte der Fläche aus Baggerseen, die auch als Naherholungsgebiet genutzt werden. Nördlich abgegrenzt wird das Gebiet durch den Flugplatz Ingolstadt-Manching, die westliche Grenze bildet die Bundesautobahn 9.